# Alfred Grenander

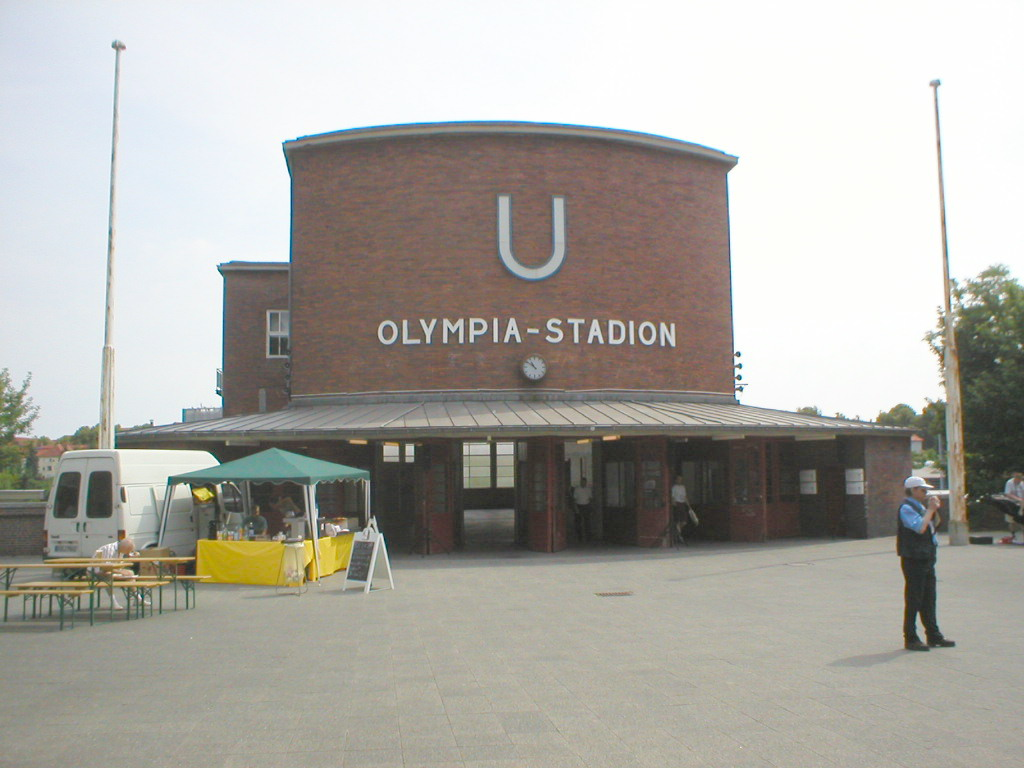
Metrostation Olympia-Stadion Berlijn

Alfred Grenander (Skövde, 26 juni 1863 - Berlijn, 14 juli 1931) was een Zweedse architect die veel gebouwd heeft in Berlijn. Tot aan zijn dood bleef hij echter hoofdzakelijk wonen in Skanör in Zweden, alwaar hij ook begraven is.
Grenander werd al direct bij de opening van de metro van Berlijn door de Hochbahngesellschaft als architect aangetrokken. Tot 1931 ontwierp hij vele metrostations in Berlijn, die ook heden nog grotendeels in originele toestand bewaard zijn gebleven. Grenander ontwikkelde het principe van de herkenningskleur, waarbij elk station door een kleur duidelijk herkenbaar is ten opzichte van het voorgaande en volgende station. Deze herkenningskleur kan zowel op tegels als steunpilaren zijn toegepast. Dit principe is heden nog deels te zien op de metrolijnen U2, U5, U6 en U8. 
Behalve voor de metro in Berlijn ontwierp Grenander ook fabrieksgebouwen voor de firma Knorr-Bremse in Lichtenberg en Loewe (1908 en 1916). 
- Bibsys: 7077617
- Bibliothèque nationale de France: cb145396408 (data)
- CiNii: DA19047178
- Gemeinsame Normdatei: 122167651
- International Standard Name Identifier: 0000 0000 6680 0669
- KulturNav: 843f5f6b-4aff-4fff-ab0c-cf08b685d301
- Library of Congress Control Number: nr00036844
- RKD-Nederlands Instituut voor Kunstgeschiedenis: 285250
- LIBRIS: 311806
- Système universitaire de documentation: 146820975
- Union List of Artist Names: 500065661
- Virtual International Authority File: 8262178
- WorldCat: E39PBJkD4kRHTmBQVCmWTjTj4q